# Radnovac
Radnovac je naselje u Republici Hrvatskoj u Požeško-slavonskoj županiji, u sastavu općine Jakšić.

## Zemljopis
Radnovac se nalaze istočno od Jakšića, na magistralnoj cesti Požega - Našice.
Udaljen od Požege 7 km između naselja Jakšić i Rajsavac. Pripada općini Jakšić.
Prema popisu stanovništva 2001. godine naselje ima 220 stanovnika. Žena 45%, muškaraca 55%,
mladih 31,8%, zrelih 52,3% i starih 15,9%.
Stanovništvo se bavi poljodjelstvom i obrtom.
Selo je podjeljeno na donji i gornji dio. Na sredini je lijep društveni dom izgrađen
sedamdesetih godina 20. stoljeća. Tu se odvijaju sastanci različitih udruga, te druženja
kulturnog i sportskog sadržaja.
Stanovništvo je povijesno vezano za naselje Jakšić kao općinsko središće;
osmogodišnju školu, poštu, vatrogasni dom, crkvu sv. Barbare, te niz trgovina i obrta.
U svim općinskim strukturama i važnim aktivnostima u sportu, vatrogastvu, folkloru, 
članovi mjesta Radnovac čine važnu kariku.

## Stanovništvo
Prema popisu stanovništva iz 2001. godine Radnovac je imao 220 stanovnika.
| broj stanovnika |       |       |       |       |       |       |       | 102   | 109   | 100   | 134   | 501   | 166   | 198   | 220   | 203   | 159   |
|                 | 1857. | 1869. | 1880. | 1890. | 1900. | 1910. | 1921. | 1931. | 1948. | 1953. | 1961. | 1971. | 1981. | 1991. | 2001. | 2011. | 2021. |

Da bi se dobila potpuna slika o prvim naseljenicima trebalo bi uložiti vremena i
financijskih sredstava. U ovom trenutku znamo da je u 19. stoljeću izgrađena
vlastelinska zgrada (sličnija dvorcu) s gospodarskim zgradama. Prema sjećanju
starijih stanovnika vlasnik se zvao Miletić. Osnovna djelatnost bila je poljoprivreda.
Za tu svrhu izgrađeno je nekoliko kuća u kojima su stanovale obitelji koje su radile
kod veleposjednika.
Taj dio naselja zvali su PUSTA, a pripadao je Jakšiću.
Značajne događaje pratimo poslije Prvog svjetskog rata, dakle, poslije 1918.
Već 1919. doselile su se obitelji Kovačić, Kolar, Bregović, i Fak iz Vinice
(Hrvatsko zagorje). Kupili su više od 50 jutara zemlje. Mijo Kovačić podijelio je
zemlju svojoj djeci koja su osnovala vlastite obitelji i stambene objekte.
Te, 1918. i sljedećih godina došli su Vukušići i Jerkovići koji su kupili spomenuti
dvorac, te ga podijelili tako da su Jerkovići stanovali na istočnoj strani a
Vukušići na zapadnoj strani dvorca.
Sljedeći koji su se nastanili 1921. godine su obitelji Kuretić i Panijan. Došli su
iz Gorskog kotara. Tih godina nastanile su se obitelji: Hudy, Maday, Namesny,
Mihalović, Gašparović, Penjaško, Mikuš. 
Postepeno su kupovali zamlju, te izgradili gospodarske objekte. Osnovna djelatnost
bila je zemljoradnja.
```
Naselje je i dalje pripadalo Jakšiću kao Pusta.
```

Na inicijativu Rudolfa Kuretića, 1927.godine, razmišljalo se o imenu mjesta. Iz
dostupnih radnih materijala vidljivo je da su predlagali ime Zelendvor i Hrvatovac.
Na kraju odlučili su se za Radnovac. Spoj rada i novca. Spoj imenica koje su
omogućile napredak i željeni standard. Molbenica je upućena 27.3. 1927. Velikom Županu
osječke oblasti u Osijek. Zna se iz nekih dokumenata da je ime Radnovac 1931.
u upotrebi.
Sljedeća akcija (u vezi pripadnosti crkvi) uslijedila je 2. 11. 1930. godine.
Upućen je dopis Visokoj Kr. banskoj upravi u Zagreb. Naime, selo je pripadalo Župi
Skenderovci a ne župi Jakšić. Dopis su potpisali svi mještani sela. Molbi je vrlo
brzo udovoljeno.
Sljedećih godina bilo je dosta migracija a naročito poslije Drugog svjetskog rata.
No, to poglavlje zahtjeva studiozniji pristup.
Danas selo Radnovac ima izgled urbanog naselja s izgrađenom infrastrukturom;
pješačka staza, kanalizacija, telefon, plin.

## Zanimljivosti
Do 2008. godine naselje je bilo poznato po staroj lipi koja je rasla u središtu sela,kraj starog seoskog križa, srušena iz razloga što je postala opasnost za promet. Stablo je zasađeno 1942. godine. Mjesto susreta mladih. Uz lipu je bio i stari križ koji je iste godine kad je lipa srušena zamijenjen novim lijepšim i većim. Stari križ ima dugu i mučnu povijest. Mnogi režimi su ga pokušali maknuti, bio je rušen, bacan po jarcima, bunarima, skrivan, uništavan, ali seljani su ga uvijek uspijevali pronaći i popraviti.